# Jordi Grau
Pour les articles homonymes, voir Grau (homonymie).
Grau i Sogas est un nom catalan. Le premier nom de famille, paternel, est Grau ; le second, maternel, souvent omis, est Sogas ; les deux sont fréquemment liés par la conjonction « i ».
Jordi Grau Sogas (né le 31 juillet 1981 à Barcelone) est un coureur cycliste espagnol, professionnel de 2005 à 2007.

## Palmarès et résultats

### Palmarès par année
- 1999
  - 1re étape de la Vuelta al Besaya
  - 2e du championnat d'Espagne du kilomètre juniors
- 2000
  - San Pedro Proba
  - 3e du Premio La Trinidad
- 2001
  - 4e étape du Tour de Salamanque
- 2004
  - Classement général du Tour d'Albacete
  - 2e de l'Aiztondo Klasica
  - 2e du Tour d'Estrémadure
  - 2e de la Leintz Bailarari Itzulia
  - 2e de la Prueba Alsasua
- 2005
  - 2e du Grand Prix Abimota
- 2006
  - Grand Prix International CTT Correios de Portugal :
    - Classement général
    - 3e étape

  - 3e de la Classica Maria da Fonte

### Classements mondiaux
| Année           | 2006 | 2007 |
| --------------- | ---- | ---- |
| UCI Europe Tour | 159e | 677e |